# Szczęścionośne krzywulce
Szczęścionośne krzywulce (jap. 八尺瓊勾玉, 八尺瓊曲玉, 八坂瓊曲玉 Yasaka no Magatama, Yasakani no Magatama) – jedno z japońskich regaliów cesarskich obok Miecza-Trawosiecza i ośmiogrannego zwierciadła. Zgodnie z podaniami z Kojiki jest to sznur, na który nawleczono setki (lub pięćset, rozumiejąc występujące w tekście znaki 五百 dosłownie) wyrzeźbionych z kamieni szlachetnych zakrzywionych kłów zwierzęcych. Starożytni Japończycy wierzyli, że talizmany wykonane z takich krzywulców przynoszą zwycięstwo i pomyślność.

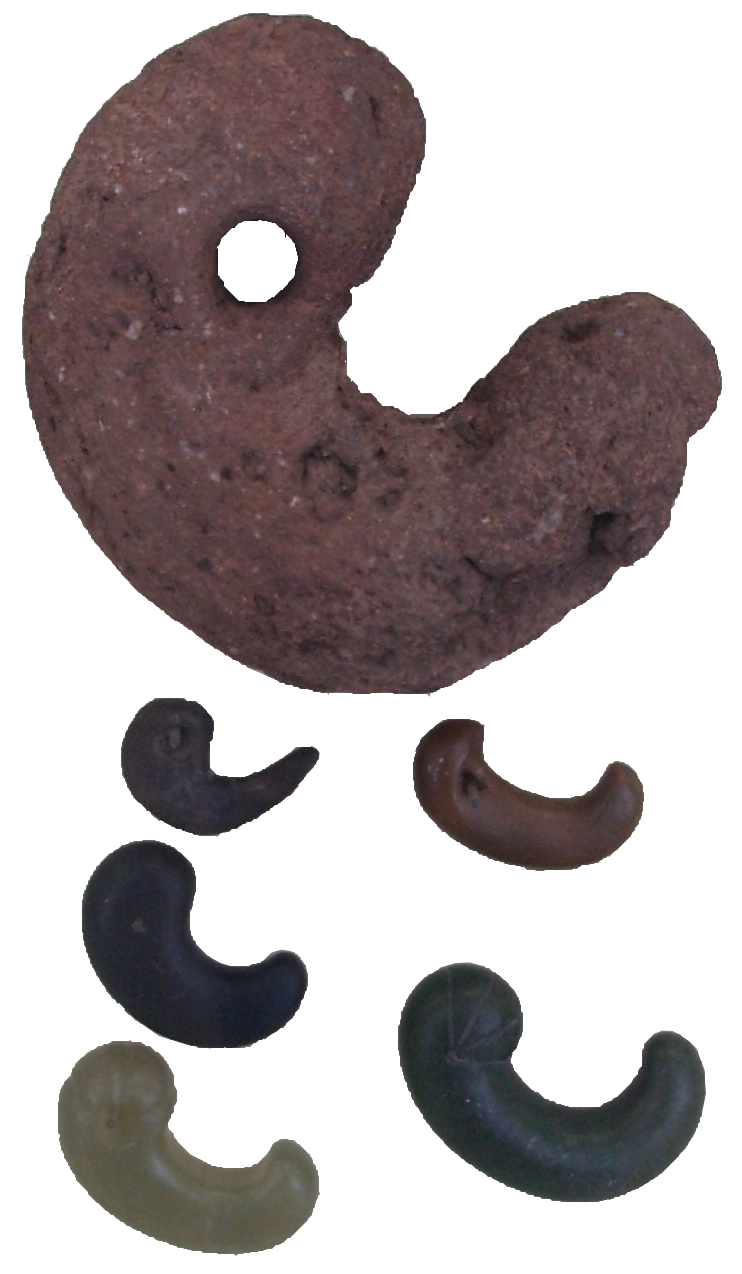
Matagama z VIII wieku

Amaterasu wplotła szczęścionośne krzywulce w lewy pukiel włosów, ruszając na spotkanie Susanoo. Bóg poprosił siostrę, by mu je podała, po czym opłukał je w Świętej Studni Niebios (jap. 天の真名井 Ame no Manai), rozgryzł, przeżuł i wypluł. W ten sposób powstał Amenooshihomimi (Święty Duch o Zesłanych Przez Niebo Zaletach Przyspieszający Zwycięstwo Najszczerszej Prawdy). Gdy bogini ukryła się w niebiańskiej jaskini, Omoikane (Duch z Nadmiarem Pomysłów) nakazał Tamanooi (Rodzicowi Szlachetnych Kamieni) przygotować szczęścionośne krzywulce, by ją stamtąd wywabić. Klejnoty przyczepiono do górnych gałęzi dzierżonego przez Futotamę (Dawcę Bogatych Obiat) krzewu szczęścia z Niebiańskiego Wzgórza Orgii (jap. 天香具山 Ame no Kaguyama). Później krzywulce przekazano Ninigiemu opuszczającemu niebiosa.
Nie jest jasne dokładne znaczenie słowa "yasaka" (八尺). "Ya" (八) może oznaczać zarówno "osiem", jak i "wiele", z kolei "saka" (尺) to "jednostka długości ponad 30 cm", co według Wiesława Kotańskiego zdaje się nie mieć w tym przypadku wiele sensu. "Saka" można też powiązać ze znaczeniami "brzeg, skraj, granica, krawędź" i na tej podstawie rozumieć "yasaka" jako "skrawany z wielu stron, wielokrawędziowy, promienisty". Z racji pokrewieństwa z "saku" (oznaczającym "kwitnąć"), a także "saki, saku" (czyli "pomyślność, szczęście"), tłumacz zdecydował się przetłumaczyć człon "yasaka" na "szczęścionośne".

## W kulturze popularnej
- W serii One Piece, autorstwa Eiichirō Ody, admirał Żółta Małpa używa ataku opartego na szczęścionośnych krzywulcach.

## Literatura
- Kojiki czyli Księga dawnych wydarzeń, t. 1 i 2, tłum. Wiesław Kotański, Warszawa 1986